# Transporte intermodal de mercancías

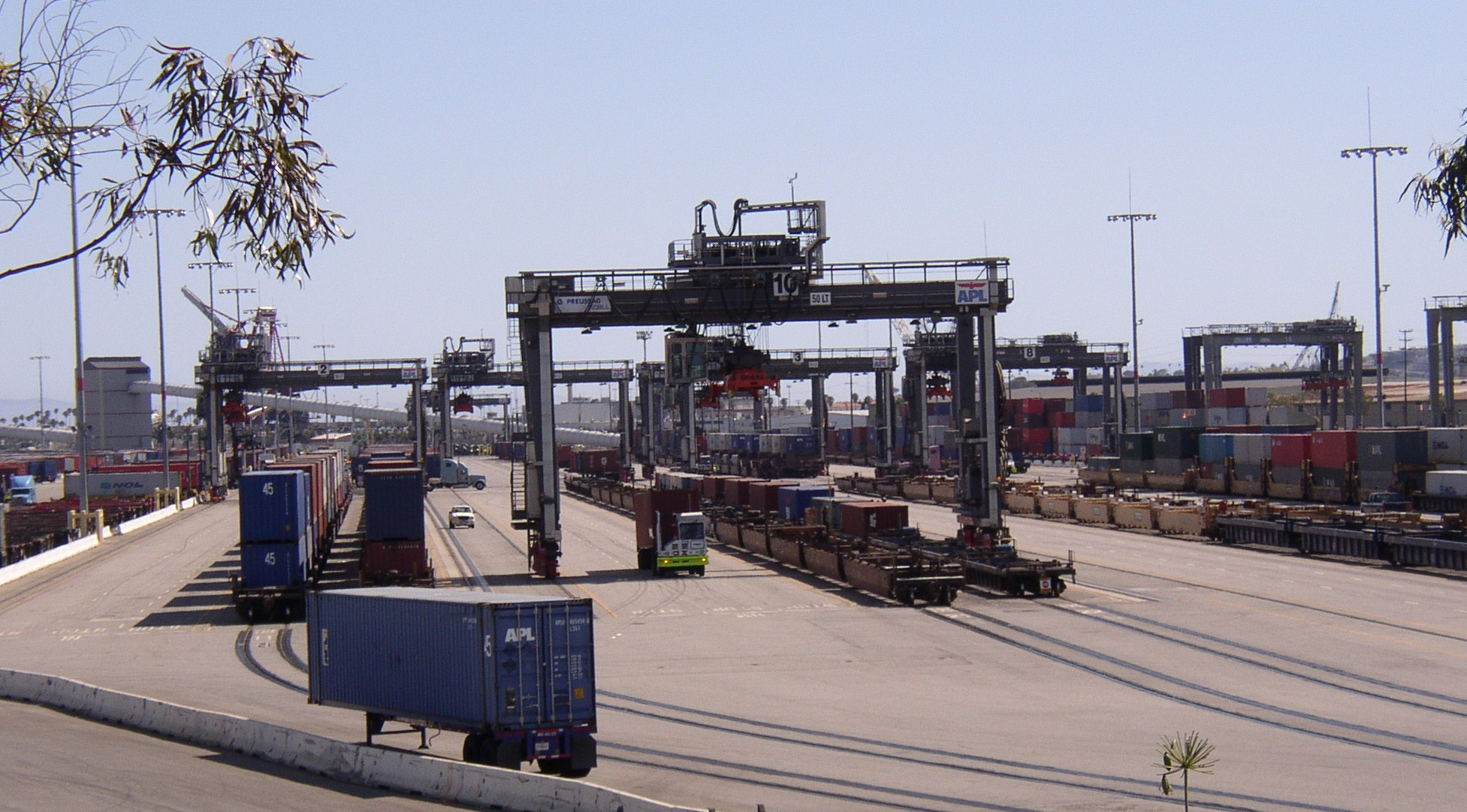
Transbordo marítimo-ferroviario de contenedores en Long Beach (California).

Transporte intermodal de mercancías es como se denomina a la articulación entre diferentes modos de transporte de mercancías utilizando una única «unidad de carga» (como contenedores o cajas móviles), a fin de realizar más rápida y eficazmente las operaciones de trasbordo de materiales y mercancías, durante el traslado de la carga desde un punto de origen hasta un punto de destino. Se consideran como modos de transporte diferentes, dentro del transporte terrestre, el camión y el ferrocarril, y dentro del transporte por agua, el transporte marítimo y transporte por vías navegables interiores.
El factor significativo del transporte intermodal es la interacción que se produce entre distintos medios de la cadena de transporte. La intermodalidad permite el transporte de mercancías utilizando varios modos de transporte, bajo documentos de transporte combinado origen – destino, con un régimen fraccionado de responsabilidad, ya que a cada modo de transporte se le aplican las normas que lo regulan.
El transporte fluvial se desarrolla por canales navegables y ríos, como el río Rhin, la vía fluvial más transitada de Europa, el río Danubio o el río Volga. Los barcos que los surcan se han modernizado, y ahora utilizan contenedores intermodales que pueden transportarse en camión o en tren.[cita requerida]

## Concepto
Por costumbre, el movimiento de mercancías se consideraba como una serie de viajes independientes (por carretera, ferrocarril, marítimo o aéreo), que podían cruzarse en algún punto donde la mercancía se trasvasaba de un modo de transporte a otro. Cada vez más, el transporte de mercancías se considera un flujo constante entre un origen y un destino (transporte ‘puerta a puerta’), con un concepto integrado de transporte, basado en la conexión de los nodos y redes de transporte. Nacen así cadenas logísticas que incluyen distintos modos de transporte, entre los que la mercancía debe transbordar de forma eficiente y rentable.
La definición propuesta, en su momento, por de la Conferencia Europea de Ministros de Transportes (CEMT):

Transporte intermodal es el movimiento de bienes en la misma unidad de carga o vehículo que usan sucesivamente varios modos de transporte sin descargar cosas en los trasvases.

Además, la Comisión Europea define la intermodalidad como «la característica del sistema de transporte que permite utilizar al menos dos modos de forma integrada en la cadena de transporte ‘puerta a puerta’».
En el transporte intermodal, es necesario más de un tipo de vehículo (o modo de transporte) para transportar la mercancía desde su lugar de origen hasta su destino final. Un caso particular del transporte intermodal es el transporte multimodal en el que la mercancía viaja con un único documento de transporte (la llamada «carta de porte multimodal FIATA» o FIATA Bill of Lading). Por este motivo, con frecuencia se confunden o utilizan indistintamente los conceptos de transporte intermodal y transporte multimodal.

## Importancia
El transporte por carretera es cada vez menos sostenible debido a: la congestión viaria, la emisión de CO2, la seguridad vial, el riesgo del transporte de mercancías peligrosas. Por eso, se busca la intermodalidad entre la carretera, que proporciona un servicio puerta a puerta, y el barco o tren, que proporcionan eficiencia y sostenibilidad.

En el transporte intermodal cada modo opera en el área en que es más eficiente.

## Tipos de intermodalidad

### Por los modos de transporte
Dado que el transporte intermodal consiste en la superposición o combinación de los distintos modos de transporte (carretera, ferrocarril, marítimo, fluvial, lacustre y aéreo) se pueden considerar varias formas de intermodalidad. Cada una tiene características y limitaciones propias, debidas a las «unidades de transporte intermodal» (UTI), a las infraestructuras intermodales, a las limitaciones en los países por los que discurre la intermodalidad y a los elementos y vehículos de transporte propios de cada modalidad.
Las combinaciones de modos de transporte más frecuentes son:
- Carretera con ferrocarril. Esta intermodalidad puede ser de varios tipos:

1. La UTI (contenedor o caja móvil) se transportan sobre vagones plataforma. Este tipo de intermodalidad es conocido como «transporte combinado» o «ferroutage» (vocablo en francés).
2. Los camiones, remolques o semirremolques se trasportan sobre vagones canguro mediante sistemas Ro-Ro o Lo-Lo.[3] Para no exceder los gálibos, los vagones pueden tener una altura menor de la habitual. Cuando circulan por una ruta fija entre dos estaciones preparadas especialmente para este servicio, se conoce como autopista ferroviaria.

- Carretera con marítimo. Un contenedor, semirremolque o camión puede realizar parte del viaje transportado a bordo de un buque de carga horizontal (roll-on/roll-off).
- Ferrocarril con marítimo. Los trenes de contenedores llegan hasta la terminal del puerto y las UTI se cargan y estiban en los buques mediante sistemas Lo-Lo, a través de grúas (grúas pórtico para contenedores, sidelifters, etc.).

Menos importantes, en términos de mercancía transportada, son las combinaciones con el transporte aéreo: carretera con aéreo, mediante contenedores aéreos en aviones de fuselaje ancho; aéreo con ferrocarril o marítimo, que utiliza vehículos de carretera para los transbordos.

### Por el traslado del conductor
El transporte combinado puede ser:
- Acompañado, se trata del transporte de un camión completo acompañado por el conductor, mediante otro medio de transporte, como el tren o un buque ro-ro.
- No acompañado, el conductor no acompaña al transporte del camión.

### Otros tipos

#### Transporte combinado
El transporte combinado es un tipo de transporte intermodal tal que el traslado de las mercancías, además de efectuarse sin ruptura de la unidad de carga, utilizando sucesivamente dos o más medios de transporte, se realiza la mayor parte del recorrido por ferrocarril, por vías navegables interiores o marítimo, con el acarreo inicial y final por carretera, pero reducido al trayecto mínimo posible.

#### Transporte multimodal
El transporte multimodal es el porte de mercancías por al menos dos modos diferentes de transporte, en virtud de un único Contrato de Transporte Multimodal, desde un lugar en que el Operador de Transporte Multimodal, OTM, toma las mercancías bajo su custodia hasta otro designado para su entrega. El OTM es la persona que celebra un contrato de transporte multimodal y asume la responsabilidad de su cumplimiento en calidad de porteador. La gran diferencia del transporte multimodal con los contratos tradicionales es que, en esta modalidad de contratar el servicio de transporte, el expedidor o cargador (generador de carga) hace un solo contrato con un operador de transporte que asume la responsabilidad tanto de la coordinación de toda la cadena de transporte entre el origen y el destino de las mercancías, como de los riesgos que pudieran presentarse a la carga y los daños a terceros o a los bienes de terceros.
El transporte multimodal es una forma de transporte intermodal: un sistema integral para transportar mercancías en el que estas, agrupadas en unidades de carga, utilizan más de un modo de transporte entre el lugar de expedición y el de destino al amparo de un único contrato de transporte.

## Problemática
En términos generales, el transporte intermodal está limitado por: las infraestructuras, las UTI, la gestión de terminales de transporte intermodal y la normativa.
- Las infraestructuras. Faltan tramos de infraestructura en algunos modos de transporte o en las conexiones entre los distintos modos. Los vehículos son heterogéneos, lo que disminuye la intermodalidad deseable.
- Las Unidades de Transporte Multimodal, UTI. Existen multitud de configuraciones distintas de contenedores y cajas móviles que ralentizan y dificultan las operaciones de transbordo de la mercancía de un modo de transporte a otro. Por una parte, los contenedores marítimos están normalizados por ISO, son aptos para todos los modos de transporte, son apilables, pueden izarse con grúas, pero no aprovechan al máximo su espacio interior cuando la mercancía va paletizada, ni con el palé europeo, ni con el palé universal. Por otra parte, las cajas móviles, desarrolladas para el transporte combinado carretera-ferrocarril, que aprovechan al máximo su espacio interior con mercancía paletizada, no son aptas para el transporte marítimo o por vía navegable, ya que no suelen ser apilables por la baja resistencia de sus paredes, ni pueden izarse con grúas.
- La gestión de terminales. Algunos operadores crean y gestionan sus propias terminales, lo que encarece el transporte intermodal. Existen terminales con procedimientos tanto automáticos como manuales que no se benefician de las TIC.
- La normativa. Las especificaciones técnicas de los medios de transporte son parte de la reglamentación propia de cada estado, con frecuencia no existe armonización. Los documentos de transporte son extensos y diferentes para cada modo de transporte. En caso de avería de la carga, el expedidor o cargador puede tener dificultad para identificar al responsable del incidente, ya que el transporte internacional se rige por diferentes convenios, en función del modo de transporte.